# (18460) Pecková
18460 Peckova (1995 PG) – planetoida z pasa głównego asteroid okrążająca Słońce w ciągu 4,08 lat w średniej odległości 2,55 j.a. Odkryta 5 sierpnia 1995 roku.